# فرنسيسكو بوستامينت
فرنسيسكو بوستامينت هو لاعب بلياردو أمريكي ‏ فلبيني، ولد في 29 ديسمبر 1963 في تارلاك في الفلبين.